# Língua sosso
Sosso ou susu (ou soussou ou sosoxui) é a língua dos sossos da Guiné, de Serra Leoa e também da Guiné-Bissau. Pertence ao grupo das línguas mandê e é uma das línguas nacionais da Guiné, sendo falada principalmente na região costeira desse país. O Sosso é muito utilizado como língua do comércio na Guiné.